# Laviano
Laviano község (comune) Olaszország Campania régiójában, Salerno megyében.

## Fekvése
A megye északkeleti részén fekszik. Határai: Caposele, Castelgrande, Castelnuovo di Conza, Colliano, Muro Lucano, Pescopagano, Santomenna és Valva.

## Története
Első említése a 12. századból származik. A következő századokban nemesi birtok volt. A 19. században nyerte el önállóságát, amikor a Nápolyi Királyságban felszámolták a feudalizmust.

## Népessége
A népesség számának alakulása:

## Főbb látnivalói
- Castello di Laviano
- Santa Maria della Libera-templom